# Réacteur S8G

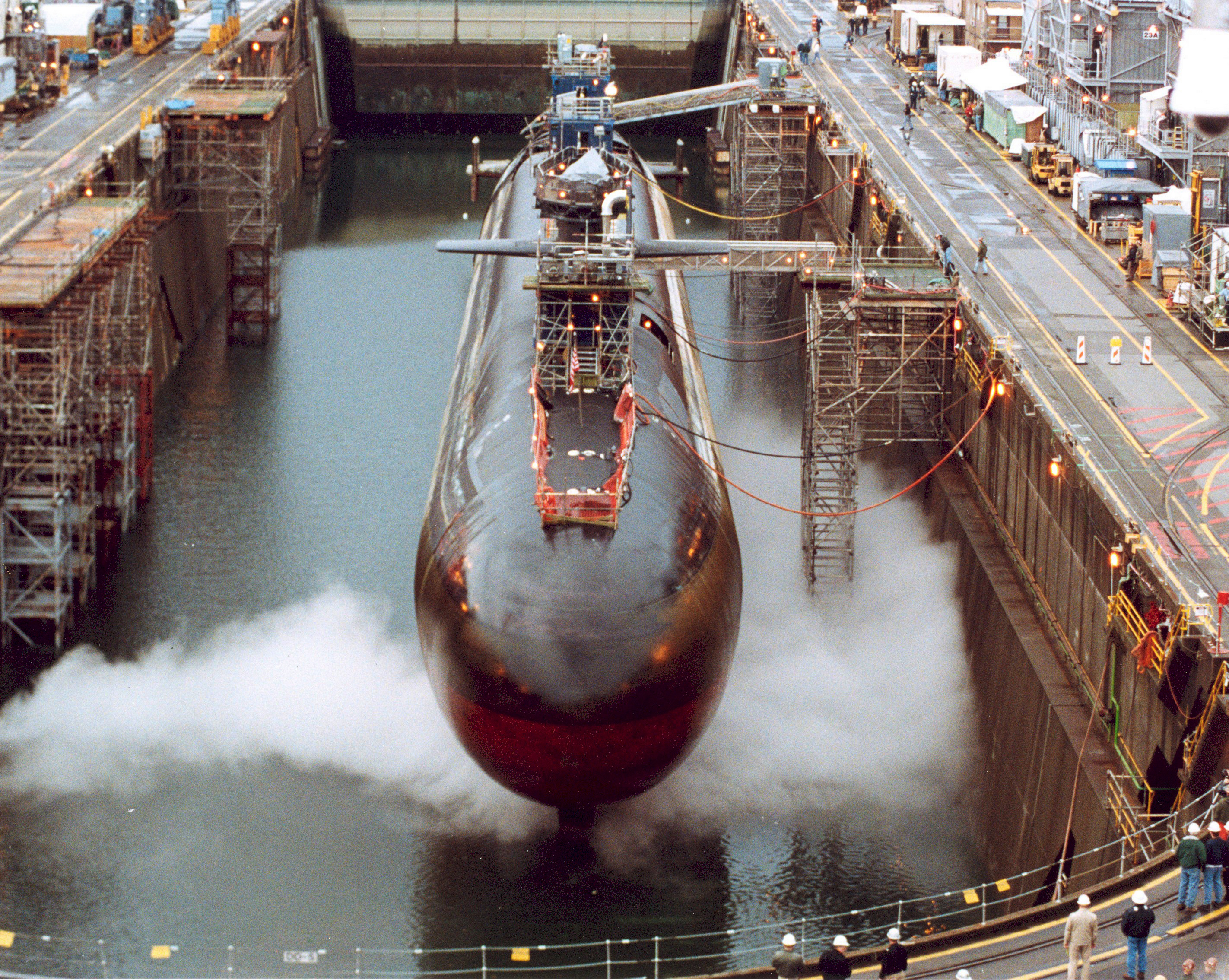
L'USS Ohio (SSGN-726) en forme de radoub lors de sa conversion en sous-marin nucléaire lanceur de missiles de croisière au chantier naval de Puget Sound, ici en août 2003.

Le S8G Reactor est un type de réacteur nucléaire naval conçu par General Electric pour le compte de l'United States Navy. Ils sont embarqués sur les unités de la classe Ohio, qu'il s'agisse des sous-marins nucléaires lanceurs d'engins ou des sous-marins nucléaires lanceurs de missiles de croisière.
L’acronyme S8G signifie :
- S = sous-marin (Submarine)
- 8 = numéro de la génération pour le fabricant
- G = General Electric pour le nom du fabricant

Il existe un prototype à terre du réacteur S8G, au Knolls Atomic Power Laboratory à Ballston Spa dans l'état de New York. Il fut utilisé à des fins de recherche ainsi que d'entraînement des opérateurs des sous-marins au cours des années 1980. Son cœur fut remplacé en 1994 par un S6W conçu pour la classe Seawolf.
Il fonctionne grâce à un système de circulation naturelle, fonctionnant sans pompes au sein du système de refroidissement, ce qui permet de réduire considérablement l'émission de bruits parasites. Contrairement à d'autres machineries, il ne fonctionne que grâce à une seule turbine, cylindrique, d'environ 12 pieds (3,7 m) pieds de diamètre et 30 pieds (9,1 m) pieds de long,.
La puissance produite par ces réacteurs est variable selon les sources. La Federation of American Scientist,, ainsi que le site Alternate Wars indiquent qu'il produit un total de 60 000 SHP, soit selon Alternate Wars, un total de 220 MW. Or, par le calcul, 60 000 SHP devraient correspondre à près de 44,7 MW. À l'inverse, Magdi Ragheb indique une puissance totale de 35 000 SHP, soit environ 26,1 MW.